# 王氏煙管蝸牛
王氏煙管蝸牛（学名：Hemiphaedusa ooi）为煙管蝸牛科臺灣紡錘煙管蝸牛屬下的一个种。该物种主要分佈於臺灣中部的臺中市白鹿、谷關、八仙山林場、和平區博愛里，花蓮縣太魯閣砂卡噹、布洛灣、靳珩橋、綠水合流步道等地。該物種的名字來自於模式標本的採集者王雨卿。